# 血涙
『血涙 新楊家将』（けつるい しんようかしょう）は、北方謙三の歴史小説。PHP研究所から刊行された『楊家将』の続編にあたる。「文蔵」に2005年10月号から2006年9月号まで連載されたものをまとめた上下巻の単行本2冊が刊行されている。

## 概要
中国の講談『楊家将演義』を北方なりにアレンジした『楊家将』の続編。前作から数年後、遼の将軍となった記憶喪失の男・石幻果（せきげんか）と宋（北宋）の最精鋭・楊家軍の戦いを軸に、石幻果と彼を取り巻く人々や死闘を繰り広げる楊家の一族の悲哀を描く。全体としては京劇『四郎探母』をベースとしているが、史実やオリジナル要素を多く取り込みその結末は『四郎探母』とは180度違うものとなっている。そして『楊家将』や本作の設定は北宋末期を舞台にした『北方謙三 水滸伝』（集英社刊）へと受け継がれていく。

## 序盤の概略
舞台は中国、北宋の初期。「楊令公」と称えられた名将・楊業率いる楊家軍は宋建国に貢献し、さらに北方を脅かす遼との戦いにおいても奮戦したが、味方の裏切りに遭い、楊業は戦死、楊家軍も戦力の大半を喪う。そして宋と遼で講和が結ばれ、ひとまずの平和が訪れる。そんな中、記憶喪失で保護された石幻果は、その武勇と人柄を認められて遼の皇室に連なる身となる。やがて再び宋との戦いが開始され、石幻果は復興した楊家軍と戦うことになるのだが……。

## 登場人物
- 石幻果（せき げんか）：元は宋の武将だったが、遼との戦いの最中に記憶を喪い、遼軍に保護される。耶律休哥の下で優れた武人として頭角を現し、やがて皇室の姫君・瓊峨姫（けいがき）の夫として皇室に連なる身となる。宋との戦いで楊家軍を迎え撃つ。その正体は楊業の四男・楊四郎延郎。なお、彼の子孫が『楊令伝』に登場する。
- 楊六郎延昭（よう りくろう えんしょう）：楊業の六男。先の戦で戦死した父や兄に代わり、楊家の当主と楊家軍頭領を務める。父を見殺しにした国に対して憤懣を抱きつつも、楊家軍を再興して遼と戦う。父が自ら鍛えた吹毛剣（すいもうけん）を携える。なお『北方謙三 水滸伝』に登場する楊志の祖先でもある。
- 耶律休哥（やりつ きゅうか）：全身に白い毛が生えていることから「白き狼」の異名を持つ遼の名将。石幻果の才能を見出し、彼を将軍として取り立てる。燕雲十六州の帰趨を賭けた宋との戦いでは、異名に恥じぬ奮戦ぶりを見せる。
- 楊業（よう ぎょう）：「楊不敗」と称えられた宋の名将で、六郎延昭の父。本作では既に故人。楊家軍を率いて宋のために戦うが、遼との戦いにおいて味方に見捨てられて戦死する。彼が鍛えた吹毛剣は、六郎延昭、そして子孫へ受け継がれて、北宋という国の盛衰に関わっていく。

## 書籍情報
- 血涙 上巻 ISBN 978-4569671932（2009年4月刊）
- 血涙 下巻 ISBN 978-4569671949（2009年4月刊）